# Scotopteryx chenopodiata
Pour les articles homonymes, voir Phalène.
Espèce
Scotopteryx chenopodiata, la Phalène de l'ansérine, est une espèce de lépidoptères (papillons) de la famille des Geometridae.

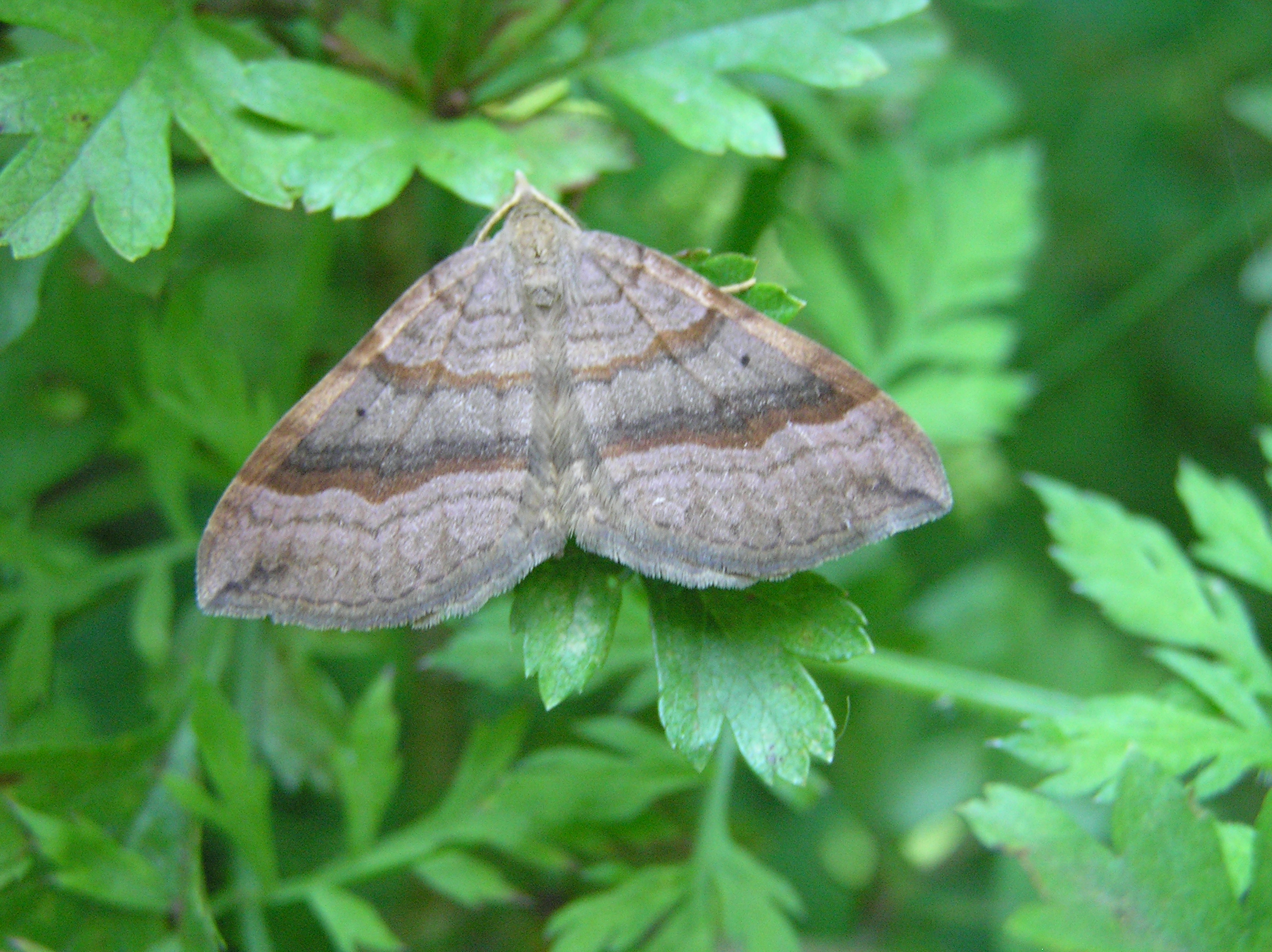
Scotopteryx chenopodiata.

## Dénomination
Ce papillon a été nommé par Carl von Linné en 1758.

## Distribution
Europe, assez commun en France.

### Espèces ressemblantes
Ne pas confondre avec Hypena proboscidalis, la « Noctuelle à museau », (famille des Noctuidae) dont les palpes labiaux sont nettement plus longs.
Scotopteryx chenopodiata ressemble aussi à un autre géométridé : Larentia clavaria, la « Larentie cloutée », qui possède aux bords de ses 4 ailes des franges entrecoupées (aspect de festons).

## Chenille
Gris rosâtre parsemée de points noirs.
Plantes-hôtes : Poaceae et Fabaceae dont la gesse des prés, différentes espèces de vesces, de trèfles et de luzernes.

## Biologie
L'adulte vole le jour, dans les endroits riches en poacées (graminées) et autres plantes fleuries qu'il butine, de juin à août, en une génération.